# Kulová úseč

Kulová úseč (modře). V dalším textu je použito pro výšku místo označení a pro poloměr kulové úseče místo označení řeckým písmenem, tak jak je běžně používáno v české matematické literatuře

V geometrii je kulová úseč část koule odříznutá rovinou. Kulová úseč je těleso. Prochází-li rovina středem koule, tzn. výška kulové úseče se rovná poloměru koule, kulová úseč se pak nazývá polokoule.
Povrch kulové úseče (bez podstavy) se nazývá kulový vrchlík. Kulový vrchlík je plocha kterou je kulová úseč omezena.
Kulový vrchlík si můžeme představit jako „čepičku“.

## Objem kulové úseče a povrch kulového vrchlíku
Objem kulové úseče a povrch zakřiveného povrchu kulového vrchlíku lze vypočítat pomocí následujících vztahů:
- Poloměr {\displaystyle r} koule
- Poloměr {\displaystyle \rho } kruhové podstavy úseče
- Výška {\displaystyle v} úseče od středu podstavy úseče k vrcholu úseče (pólu)
- Polární úhel {\displaystyle \theta } mezi přímkou od středu koule k vrcholu úseče (pól) a okrajem podstavy úseče

|        | Použitím {\displaystyle r} a {\displaystyle v} | Použitím {\displaystyle \rho } a {\displaystyle v}      | Použitím {\displaystyle r} a {\displaystyle \theta }                         |
| ------ | ---------------------------------------------- | ------------------------------------------------------- | ---------------------------------------------------------------------------- |
| Objem  | {\displaystyle V={\frac {\pi v^{2}}{3}}(3r-v)} | {\displaystyle V={\frac {1}{6}}\pi v(3\rho ^{2}+v^{2})} | {\displaystyle V={\frac {\pi }{3}}r^{3}(2+\cos \theta )(1-\cos \theta )^{2}} |
| Plocha | {\displaystyle S=2\pi rv}                      | {\displaystyle S=\pi (\rho ^{2}+v^{2})}                 | {\displaystyle S=2\pi r^{2}(1-\cos \theta )}                                 |

Vzorce používající {\displaystyle r} a {\displaystyle v} lze vyjádřit tak, aby používali poloměr podstavy úseče {\displaystyle a} místo {\displaystyle r}, použitím Pythagorovy věty:
{\displaystyle r^{2}=(r-v)^{2}+\rho ^{2}=r^{2}+v^{2}-2rv+\rho ^{2}\,,}
aby
{\displaystyle r={\frac {\rho ^{2}+v^{2}}{2v}}\,.}
Dosazením do vzorců dostáváme:
{\displaystyle V={\frac {\pi v^{2}}{3}}\left({\frac {3\rho ^{2}+3v^{2}}{2v}}-v\right)={\frac {1}{6}}\pi v(3\rho ^{2}+v^{2})\,,}
{\displaystyle S=2\pi {\frac {(\rho ^{2}+v^{2})}{2v}}v=\pi (\rho ^{2}+v^{2})\,.}

## Odvození objemu a plochy povrchu pomocí infinitezimálního počtu

Otáčení zelené oblasti vytváří kulovou čepičku s výškou a poloměr koule.

Vzorce objemu a plochy mohou být odvozeny zkoumáním rotace funkce
{\displaystyle f(x)={\sqrt {r^{2}-(x-r)^{2}}}={\sqrt {2rx-x^{2}}}}
pro {\displaystyle x\in [0,v]}, použijeme vztah výpočtu plochy pomocí určitého integrálu a pro výpočet objemu tělesa také za pomocí určitého integrálu.
Výpočet plochy je
{\displaystyle S=2\pi \int _{0}^{v}f(x){\sqrt {1+f'(x)^{2}}}\,dx}
Derivací funkce f je:
{\displaystyle f'(x)={\frac {r-x}{\sqrt {2rx-x^{2}}}}}
a odtud
{\displaystyle 1+f'(x)^{2}={\frac {r^{2}}{2rx-x^{2}}}}
Vzorec pro tuto oblast je tedy
{\displaystyle S=2\pi \int _{0}^{v}{\sqrt {2rx-x^{2}}}{\sqrt {\frac {r^{2}}{2rx-x^{2}}}}\,dx=2\pi \int _{0}^{v}r\,dx=2\pi r\left[x\right]_{0}^{v}=2\pi rv}
Objem je
{\displaystyle V=\pi \int _{0}^{v}f(x)^{2}\,dx=\pi \int _{0}^{v}(2rx-x^{2})\,dx=\pi \left[rx^{2}-{\frac {1}{3}}x^{3}\right]_{0}^{v}={\frac {\pi v^{2}}{3}}(3r-v)}

## Aplikace

### Objem průniku dvou protínajících se koulí
Objem průniku dvou protínajících se koulí poloměrů {\displaystyle r_{1}} a {\displaystyle r_{2}} je
{\displaystyle V=V^{(1)}-V^{(2)}\,,}
kde
{\displaystyle V^{(1)}={\frac {4\pi }{3}}r_{1}^{3}+{\frac {4\pi }{3}}r_{2}^{3}}
je součet objemů obou izolovaných koulí a
{\displaystyle V^{(2)}={\frac {\pi v_{1}^{2}}{3}}(3r_{1}-v_{1})+{\frac {\pi v_{2}^{2}}{3}}(3r_{2}-v_{2})}
je součet objemů dvou úsečí protínající se koulí. Kde {\displaystyle d\leq r_{1}+r_{2}} je vzdálenost středů koulí, s odečtením dvou proměnných {\displaystyle v_{1}} a {\displaystyle v_{2}} vede na
{\displaystyle V^{(2)}={\frac {\pi }{12d}}(r_{1}+r_{2}-d)^{2}\left(d^{2}+2d(r_{1}+r_{2})-3(r_{1}-r_{2})^{2}\right)\,.}

### Plocha ohraničená dvěma podstavami kulové vrstvy
Zakřivená plocha kulové vrstvy ohraničená dvěma rovnoběžnými disky je rozdílem povrchových ploch jejich příslušných kulových vrchlíků. Pro oblast poloměru {\displaystyle r} a čepice s výškami {\displaystyle v_{1}} a {\displaystyle v_{2}}, oblast je
{\displaystyle S=2\pi r|v_{1}-v_{2}|\,,}
nebo při užití zeměpisné polohy se souřadnicemi {\displaystyle \phi _{1}} and {\displaystyle \phi _{2}},
{\displaystyle S=2\pi r^{2}|\sin \phi _{1}-\sin \phi _{2}|\,,}
Například, Země je koule s poloměrem 6371 km, plocha arktické oblasti (severní arktické oblasti, od souřadnice 66.56° v srpnu 2016) je 2π·63712|sin 90° − sin 66.56°| = 21.04 mil. km2, nebo 0.5·|sin 90° − sin 66.56°| = 4.125% celkové plochy Země.
Tento vzorec lze také použít k prokázání, že polovina povrchové plochy Země leží mezi 30 ° jižní a 30 ° severní šířky ve sférické zóně, která zahrnuje všechny tropické oblasti .